# 피닌파리나 H2 스피드
피닌파리나 H2 스피드(이탈리아어: Pininfarina H2 Speed)는 피닌파리나와 그린 GT가 공동으로 개발한 수소연료 전지 컨셉트 카이다. 이 차량은 2016년에 처음 공개되었다.
레이싱 게임 아스팔트 9: 레전드에 C클래스 차량으로 등장하는 것으로도 잘 알려져 있다.

## 사양 및 특징
H2 스피드는 수소 연료 전지로 구동되는 최초의 고성능 자동차이다. 이 자동차는 2016년 3월 1일 제86회 제네바 국제 모터쇼에서 공개되었다. 3월 13일까지 팔렉스포를 방문하는 방문객들에게 전시되었다.